# Energia mareomotriu

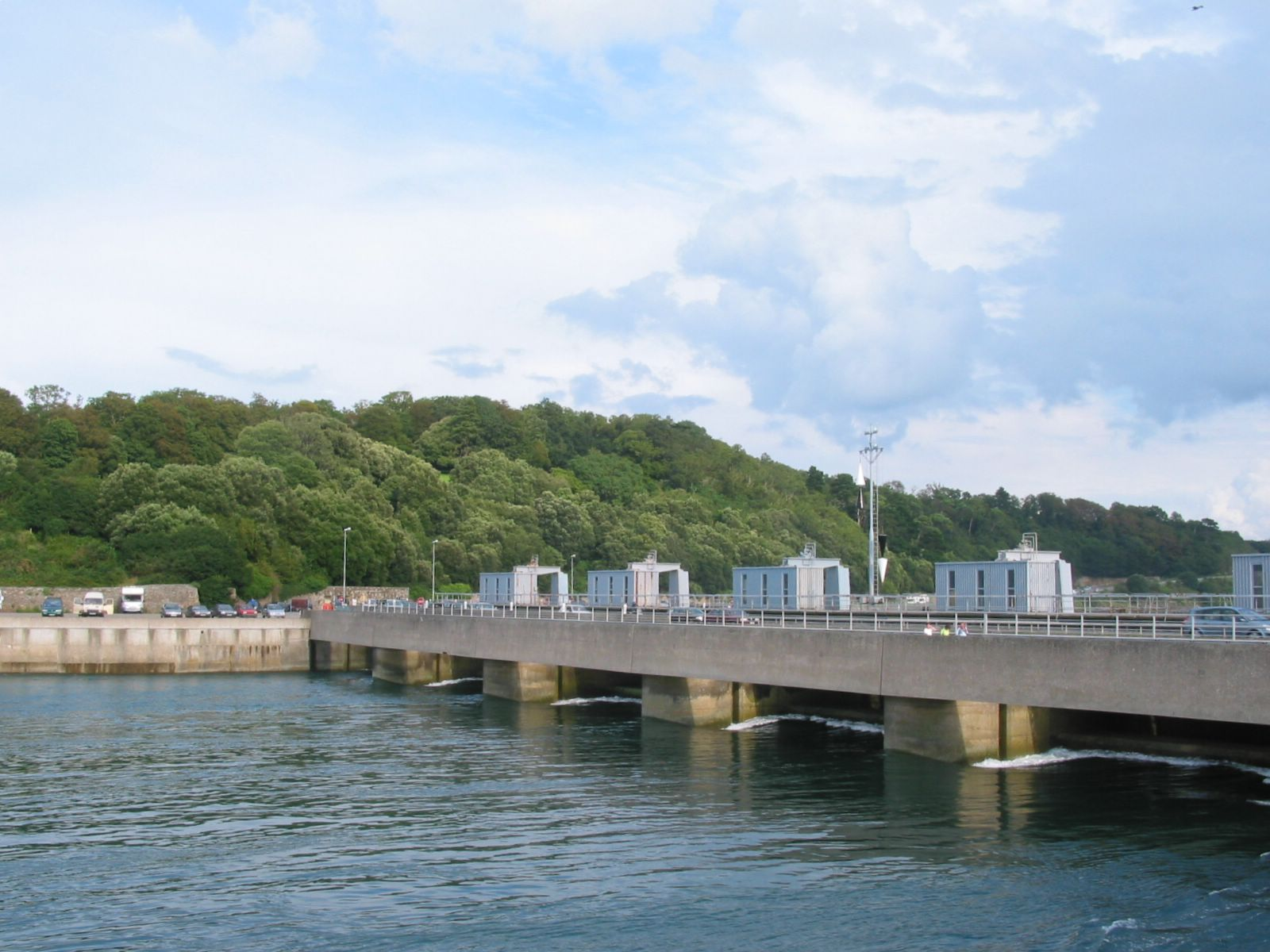
Central mareomotiru de Rance, a França.

L'energia mareomotriu és un tipus d'energia hidràulica que s'obté a partir de les marees. Aprofiten l'ascens i descens del nivell de l'aigua del mar per fer moure turbines que accionen generadors elèctrics. Aquesta font d'energia encara no s'ha implementat de forma àmplia, perquè hi ha altres fonts d'energia que es poden aprofitar de forma més senzilla i econòmica.

## Central de barreres mareomotrius
Una central mareomotriu és una central elèctrica que utilitza l'energia de les marees per produir energia elèctrica.
En una central mareomotriu, un dic separa una badia o estuari del mar obert. En pujar la marea, s'obren les comportes i l'aigua entra a l'interior del dic. A la baixamar, s'obren de nou les comportes i l'aigua torna a mar obert tot fent funcionar les turbines dels generadors elèctrics de la central.
Per obtenir un bon rendiment, aquest tipus de central només es pot construir en zones on les marees siguin prou intenses, amb una amplitud entre la baixamar i la plenamar d'almenys cinc metres. La central mareomotriu més gran del món és la de La Rance, situada a Saint Malo (França), amb una potència de 240 MW.

### Avantatges
Un dels principals avantatges de les centrals mareomotrius és que no produeixen residus ni contaminen. A més, sempre són actives i el seu manteniment és senzill. N'hi ha que són gegantines i, per tant, produeixen molta electricitat. Les més grans poden produir de l'ordre de 200MW a 250MW.

### Inconvenients
També presenten inconvenients, com ara l'impacte ambiental considerable que causen; en modificar l'ecosistema natural de la zona, les espècies animals i vegetals més sensibles que hi viuen també en resulten afectades. Per altra banda, la inversió per muntar una central mareomotriu és molt alta, perquè es triga molt. I una mar molt brava en pot malmetre les instal·lacions.

## Central de turbines mareomotrius
Les turbines dissenyades per aprofitar l'energia dels corrents marítims es basen en el disseny de les turbines eòliques.